# Hemigrapsus estellinensis
Hemigrapsus estellinensis is een krabbensoort uit de familie van de Varunidae. De wetenschappelijke naam van de soort is voor het eerst geldig gepubliceerd in 1964 door Creel.